# Libvirt
libvirt是一套用于管理硬件虚拟化的开源API、守护进程与管理工具。此套组可用于管理KVM、Xen、VMware ESXi、QEMU及其他虚拟化技术。libvirt内置的API广泛用于云解决方案开发中的虚拟机监视器编排层（Orchestration Layer）。

## 内部构造

libvirt支持多款虚拟机监视器且被多个管理方案所支持

libvirt是一个C语言库，但也被其他语言的应用程序所应用，如最为人知的Python、Perl、OCaml、Ruby、Java、JavaScript（使用Node.js）及PHP。 在这些语言中，libvirt被封装为libvirtmod类或包。libvirtmod的实现与其C/C++语言的相应实现在语法和功能方面紧密相关。

### 支持应用
- LXC – 轻量级Linux容器系统
- OpenVZ – 轻量级Linux容器系统
- 基于内核的虚拟机/QEMU（KVM）– 支持Linux及SmartOS的开源虚拟机监视器[11]
- Xen – 裸机虚拟机监视器
- 用户模式Linux（英语：User-mode Linux）（UML）超虚拟化内核
- VirtualBox – 由Oracle（先前为Sun）开发、支持Windows、Linux、MacOS和Solaris的虚拟机监视器
- VMware ESXi及GSX – 英特尔硬件虚拟机监视器
- VMware Workstation和VMware Player – 适用于Windows及Linux的虚拟机监视器
- Hyper-V – 由微软为Windows打造的虚拟机监视器
- PowerVM（英语：PowerVM） – 由IBM为AIX、Linux和IBM i平台打造的虚拟机监视器
- Parallels Workstation（英语：Parallels Workstation） – 由Parallels IP Holdings GmbH为macOS开发的虚拟机监视器
- Bhyve（英语：Bhyve） – 支持FreeBSD 10+的虚拟机监视器。[12]（于libvirt 1.2.2版本中添加支持）

### 用户界面
诸多虚拟化程序及平台均使用libvirt。Virtual Machine Manager和其他软件提供用户界面支持。最饱受欢迎的命令行界面程序为virsh和更为高级的工具（如oVirt）。
GNOME 機櫃也使用libvirt。

## 合作关系
紅帽公司支持libvirt的开发，同时其他组织及个体也做出了重大贡献。Libvirt可用于多数Linux发行版中；其远程服务器端可被蘋果公司的macOS及Microsoft Windows客户端访问。

## 另请参阅
- SPICE
- libguestfs
- Linux的用途 § 虚拟化

## 参阅书籍
- Warnke, Robert; Ritzau, Thomas. . Norderstedt, Germany: Books on Demand. ISBN 978-3-8370-0876-0 （德语）.